# Marlon Krause
Marlon Krause (* 1. September 1990 in Halstenbek) ist ein ehemaliger deutscher Fußballspieler. Er stand zuletzt beim 1. FC Saarbrücken unter Vertrag.

## Karriere
Krause spielte in der Jugend für den SV Halstenbek-Rellingen, Blau-Weiß 96 Schenefeld und Concordia Hamburg. Zur Saison 2007/08 wechselte er in die A-Jugend des FC St. Pauli. In der Saison 2008/09 gab er sein Seniorendebüt in der Oberliga Hamburg am 7. September 2008 gegen Eintracht Norderstedt. In seiner Zeit für die Amateure des FC St. Pauli kam er bis Juni 2011 auf 63 Spiele und erzielte dabei vier Tore. Am 12. Mai 2011 wurde er zum Probetraining beim Thüringer Drittligisten FC Carl Zeiss Jena eingeladen und unterschrieb nach dessen erfolgreichen Abschluss einen Einjahresvertrag am 30. Juni 2011. Krause gab beim 4:3 gegen Arminia Bielefeld am 19. November 2011 sein Profi-Debüt in der 3. Liga für den FC Carl Zeiss Jena. Bis Saisonende kam er auf fünf weitere Einsätze und stieg mit CZ Jena aus der 3. Liga ab. Zum Saisonwechsel 2012 unterschrieb Krause einen Vertrag mit Holstein Kiel, der bis 2016 lief.
Anschließend wurde Krause von der SG Sonnenhof Großaspach verpflichtet. Zur Spielzeit 2017/2018 wechselte Krause zum 1. FC Saarbrücken in die Fußball-Regionalliga Südwest. Bei den Saarländern unterzeichnete Krause einen bis zum 30. Juni 2019 gültigen Vertrag. Krause, der bei Saarbrücken Führungsspieler war, zog sich im April 2018 in einer Partie gegen den VfB Stuttgart II einen Knorpelschaden im linken Knie zu, ein Jahr später erklärte er wegen Sportinvalidität sein Karriereende.